# Rúni Nolsøe
Rúni Nolsøe (Vágur, 21 maggio 1971) è un ex calciatore faroese, di ruolo centrocampista.

## Palmarès

### Club

#### Competizioni nazionali
- Campionato faroese: 1

HB Tórshavn: 2004

#### Competizioni internazionali
- Atlantic Cup: 1

HB Tórshavn: 2004